# Hồ Ngoại Kim Thủy

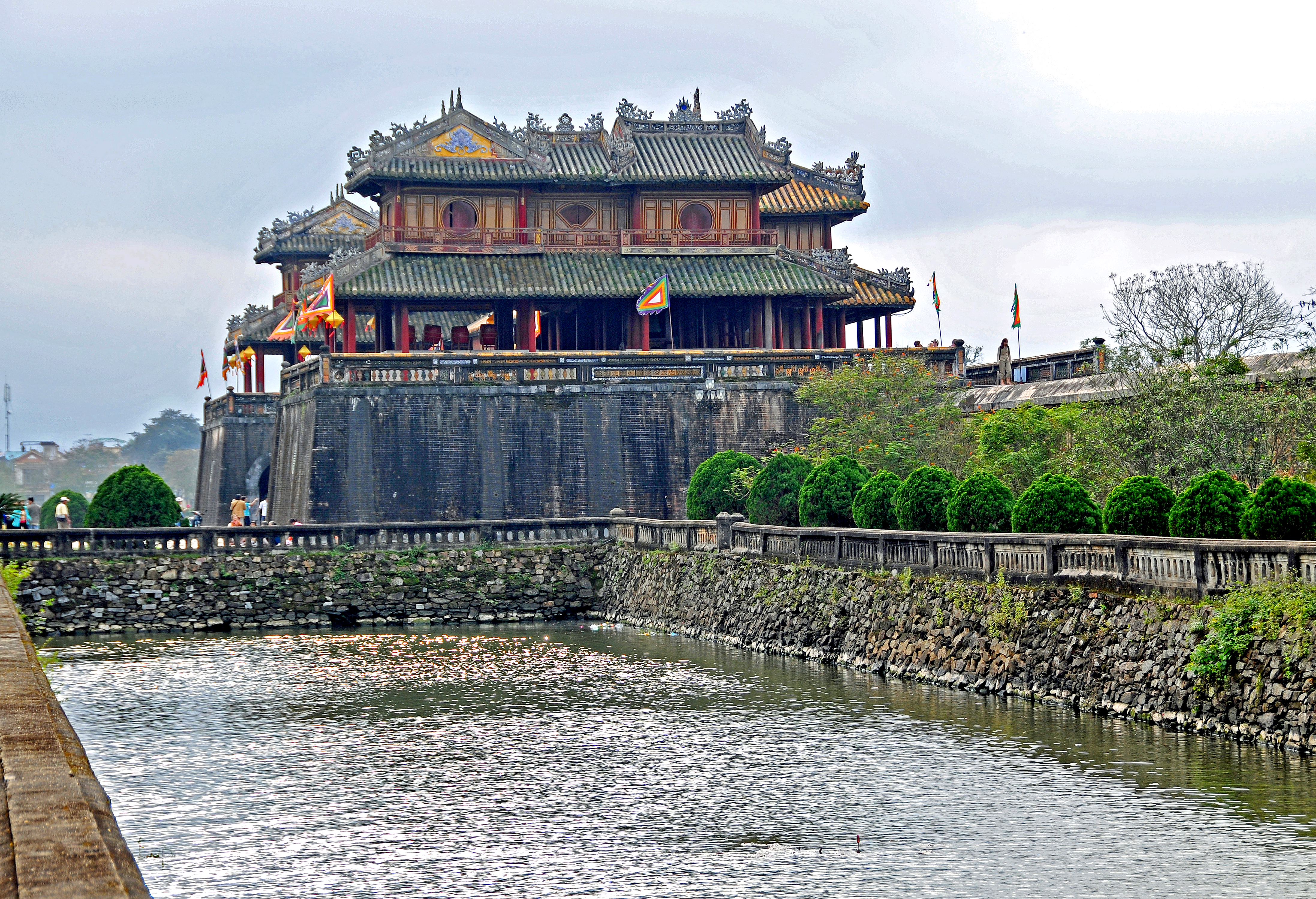
Hồ Ngoại Kim Thủy, đoạn bên cạnh Ngọ Môn

Hồ Ngoại Kim Thủy là hệ thống hào nước dài hơn 3 km bao quanh bốn mặt hoàng thành Huế.

## Đặc điểm
Hệ thống hào này rộng 16m, sâu 4m, mực nước cao 1m. Hai bờ hào đều được kè bằng đá núi (sơn thạch), trên kè có xây lan can cao 0,88m. Giữa thành và hào còn có một khoảng đất rộng 13m được xem là khu vực phòng lộ, khi bị tấn công, thành đổ, gạch đá sẽ rơi xuống đây không để cho hào bị lấp đầy, khiến cho bộ binh đối phương sẽ khó khăn khi tấn công xâm nhập. Có mười chiếc cầu xây bằng đá và gạch bắc qua hào để thông thương trong ngoài.

## Lịch sử
Hồ Ngoại Kim Thủy được xây dựng cùng với thời gian xây dựng hoàng thành Huế từ khoảng năm 1804 đến 1833.
Giai đoạn năm 1994 - 1995, tỉnh Thừa Thiên Huế đã nạo vét, gia cố phục hồi hơn 3km hệ thống hồ Ngoại Kim Thủy bao quanh khu vực Đại Nội.